# پرنده‌ددپایان
پرنده‌ددپایان (نام علمی: Avetheropoda) نام یک کلاد از کلاد شکارچی‌گونان است که به دو گروه اصلی کارنوسورها سیلوسورها تقسیم بندی می شوند کارنوسورها اغلب شامل دایناسورهای شکارچی بزرگ جثه و سیلوسورها اغلب شامل دایناسورهای گیاهخوار و همه چیزخوار کوچک و متوسط می شدند اگرچه از سیلوسورها دست کم یک تبار شکارچی بزرگ جثه یعنی تیرانوساریدها تکامل یافته است.